# Yukito Kishiro
Yukito Kishiro (japanisch 木城ゆきと Kishiro Yukito; * 20. März 1967 in der Präfektur Tokio) ist ein japanischer Mangaka, der international durch seinen Manga Battle Angel Alita bekannt wurde.
Yukito Kishiro begann bereits als Kind mit dem Zeichnen. Im Magazin Shōnen Sunday wurde 1984 sein Manga Kikai veröffentlicht. Für dieses Werk erhielt der damals 17-Jährige den Nachwuchspreis des Verlags Shōgakukan. Er begann 1990 für das Magazin Business Jump mit den Arbeiten an Battle Angel Alita.

## Werke
- Kikai, 1984
- Kaiousei, 1988
- Hito (飛人), 1988
- Dai-Majin, 1989
- Mirai Tokyo Headman, 1989
- Uchukaizokushonendai, 1990
- Battle Angel Alita (銃夢, ganumu, GUNNM), 1990–1995
- Haisha (灰者), 1995–1996
- Battle Angel Alita: Other Stories (銃夢外伝, ganumu gaiden), 1997, 2007
- Aqua Knight (水中騎士), 1998–2000
- Battle Angel Alita: Last Order (銃夢 LastOrder, ganumu – LastOrder), 2000–2014
- Battle Angel Alita: Mars Chronicle (銃夢火星戦記, ganumu – Mars Chronicle), seit Oktober 2014